# Vrag naj vzame
Vrag naj vzame (wersja ang.: Heavy Weather) – singel słoweńskiej piosenkarki Rebeki Dremelj wydany w 2008 roku na albumie Nepremagljiva. Piosenka reprezentowała Słowenię podczas 53. Konkursu Piosenki Eurowizji w 2008 roku.

## Historia utworu

### Nagrywanie
Utwór został napisany i nagrany w 2008 roku przez Josipa Miani-Pipiego i Amon i wydany tego samego roku pod szyldem wytwórni Menart. Producentem oraz aranżerem singla został Miani-Pipi. Oprócz słoweńskiej wersji językowej powstała także angielskojęzyczna – „Heavy Weather”.

### Występy na żywo: EMA, Konkurs Piosenki Eurowizji

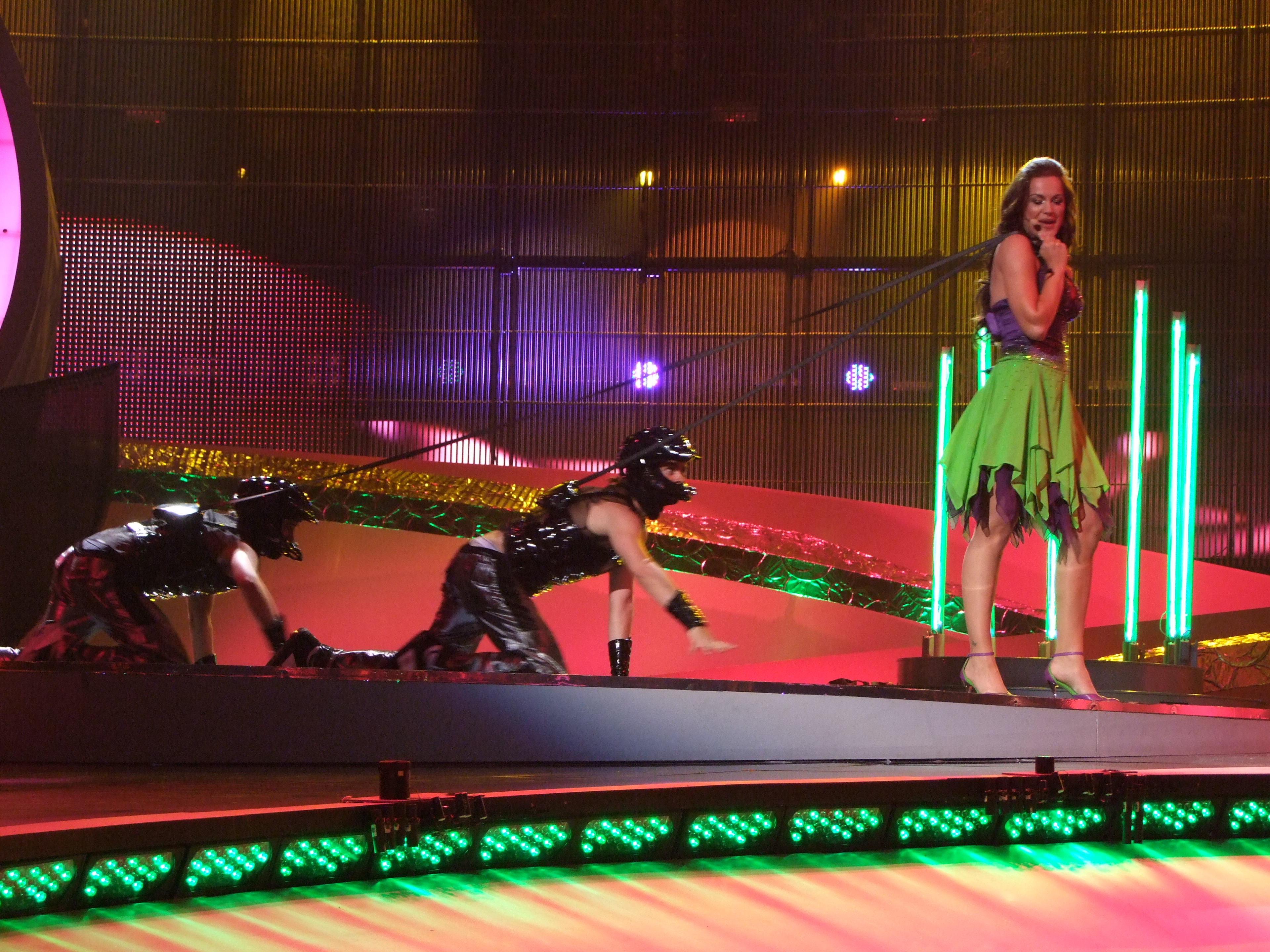
Rebeka Dremelj podczas pierwszego półfinału 53. Konkursu Piosenki Eurowizji w 2008 roku

Singel „Vrag naj vzame” został zgłoszony do słoweńskich selekcji do 53. Konkursu Piosenki Eurowizji - EMA 2008 (Evrovizijska Melodija), zakwalifikowany został do dwudziestu półfinałowych propozycji. Piosenka wzięła udział w pierwszym etapie półfinałowym, który odbył się 1 lutego w Studiu 1 nadawcy RTVSLO (Radiotelevizija Slovenija) w Lublanie. Awansowała do finału, który ostatecznie wygrała, otrzymując w sumie 56823 głosy w dwóch rundach głosowania: najpierw aby wyłonić najlepsze dwa utwory, a następnie – zwycięzcę.
Po finale selekcji piosenkarka nagrała singel w języku angielskim – „Heavy Weather”, jednak podczas Konkursu Piosenki Eurowizji zdecydowała się wykonać słoweńskojęzyczne „Vrag naj vzame”. 16 marca odbyła się specjalna konferencja prasowa, podczas której Dremelj wylosowała ósmy numer startowy w pierwszym półfinale Konkursu Piosenki Eurowizji. 11 maja w Belgradzkiej Arenie zaczęła próby generalne do występu, a 20 maja wystąpiła w półfinale. Otrzymała w sumie 36 punktów, które przełożyły się na 11. miejsce niezapewniające awansu do finału.

### Wydanie na albumach
| Album                                 | Data     | Wytwórnia | Format | Nr katalogowy    | Nr utworu             | Źródło |
| ------------------------------------- | -------- | --------- | ------ | ---------------- | --------------------- | ------ |
| Eurovision Song Contest Belgrade 2008 | maj 2008 | CMC EMI   | 2 CD   | 50999 216997 2 6 | 19 (2CD)              | [ 10 ] |
| Nepremagljiva                         | 2009     | –         | CD     | –                | 4 16 (Wersja karaoke) | [ 11 ] |

### Lista utworów
Maxi Single (2008)
1. „Vrag naj vzame” (Eurovision Mix) – 2:53
2. „Heavy Weather” (Eurovision Mix) – 2:53
3. „Kao Stranci” (Deejay Time By D.Z. Shark & M Dee J RMX) – 3:11
4. „Heavy Weather” (Karma Vs. Pipi House RMX) – 5:40
5. „Karaoke” (SLO Eurovision Mix) – 2:51